# Mesida yangbi
Mesida yangbi là một loài nhện trong họ Tetragnathidae.
Loài này thuộc chi Mesida. Mesida yangbi được miêu tả năm 2003 bởi Zhu, Song & Zhang.